# Florie
Cette page présente le prénom Florie ainsi que ses variantes.
Florie est un prénom féminin qui vient du latin Flora, nom de déesse et de femme, qui signifie « fleur ».
La fête correspondante est le 5 octobre avec sainte Fleur († 1347), religieuse hospitalière dans le Quercy au XIVe siècle, ou le 24 novembre avec sainte Flora, martyre à Cordoue au IXe siècle.

## Personnalités portant ce prénom
- Pour l'ensemble des articles sur les personnes portant ce prénom, consulter :
  - la liste des articles dont le titre commence par ce prénom
  - les listes produites par Wikidata : Liste des personnes de prénom « Florie » — même liste en incluant les éventuels prénoms composés qui contiennent « Florie ».